# Aulacoserica ghanaensis
Aulacoserica ghanaensis är en skalbaggsart som beskrevs av Frey 1974. Aulacoserica ghanaensis ingår i släktet Aulacoserica och familjen Melolonthidae. Inga underarter finns listade.